# Iglesia de la Compañía (Quito)
La iglesia y el convento San Ignacio de Loyola de La Compañía de Jesús de Quito, también conocidos en el acervo popular ecuatoriano simplemente como La Compañía, es un complejo clerical católico ubicado en la esquina formada por las calles García Moreno y Sucre, en el Centro Histórico de la ciudad de Quito DM, capital de Ecuador. La portada de su templo mayor, labrada totalmente en piedra volcánica, está considerada como una de las más importantes expresiones de la arquitectura barroca en el continente americano y del mundo.
A lo largo del tiempo, esta iglesia ha sido llamada además: Templo de Salomón de América del Sur. El padre Bernardo Recio, jesuita viajero, la llamó Ascua de oro. Mientras que Ernesto La Orden, Embajador de España en Ecuador, la describiría como «el mejor templo jesuítico del mundo».
El complejo incluye la Residencia San Ignacio, "Casa Madre" de los Jesuitas en Ecuador. Durante la Colonia esta "manzana jesuítica" albergó al Seminario San Luis, al Colegio Máximo, a la Universidad de San Gregorio Magno y la Procura de las Misiones de Mainas. Desde 1862 funcionó en la manzana el Colegio San Gabriel y (desde 1959 hasta 2001) el Colegio San Luis Gonzaga.
La iglesia, y su rica ornamentación interna, totalmente cubierta con láminas de oro, es una de las mayores atracciones turísticas de la ciudad y un patrimonio invaluable, tanto artístico como económico, para el país. Fue visitada por el Papa Juan Pablo II, quien presidió una misa en el templo el 30 de enero de 1985, dentro del marco de su visita de tres días a Ecuador. Fue además visitada por el Papa Francisco el 7 de julio de 2015, que ahí rezó ante la imagen de la Dolorosa.

## Historia

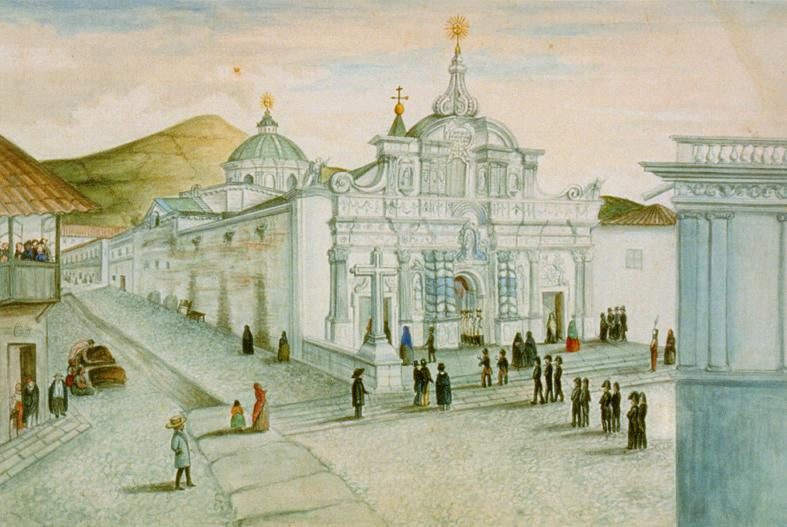
Iglesia de la Compañía de Jesús. Anónimo, acuarela sobre papel (ca. 1855). Madrid, Biblioteca Nacional de España. Tomado del Álbum de costumbres ecuatorianas: paisajes, tipos y costumbres, n.º 132. Se puede apreciar el recubrimiento original de la fachada, que imitaba el mármol.

La historia de la construcción de este templo y su convento uno de los íconos arquitectónicos más importantes del Nuevo Mundo, se remonta a los primeros años de la colonia y la llegada de la orden jesuita a las tierras de la entonces Audiencia de Quito.

### Antecedentes
La orden jesuita llegó a la ciudad de Quito el 19 de julio de 1586, con el propósito de establecer una iglesia, un colegio y un monasterio en esta ciudad. En el primer grupo de sacerdotes jesuitas se encontraba Juan de Hinojosa, Diego González Holguín, Baltasar Piñas y Juan de Santiago.

La mayoría de solares para la construcción de iglesias ya habían sido otorgados por el cabildo a los franciscanos, los mercedarios, los agustinos y los dominicos. Sin embargo, en 1587 el cabildo les cedió a los jesuitas un terreno en la esquina noroccidental de la Plaza Grande, pero los agustinos demostraron su disconformidad con la decisión; por esta razón el cabildo optó por establecerles en otro lote ubicado en dirección sur de la Catedral. Poco a poco, y con el pasar de los primeros años, la orden fue adquiriendo mediante compra varios solares vecinos hasta completar toda una manzana de grandes proporciones, que se extendía desde el costado sur del actual Palacio de Carondelet hasta la hoy llamada calle Sucre, y desde la calle de las Siete Cruces (hoy García Moreno) por el oriente hasta la actual calle Benalcázar por el occidente.

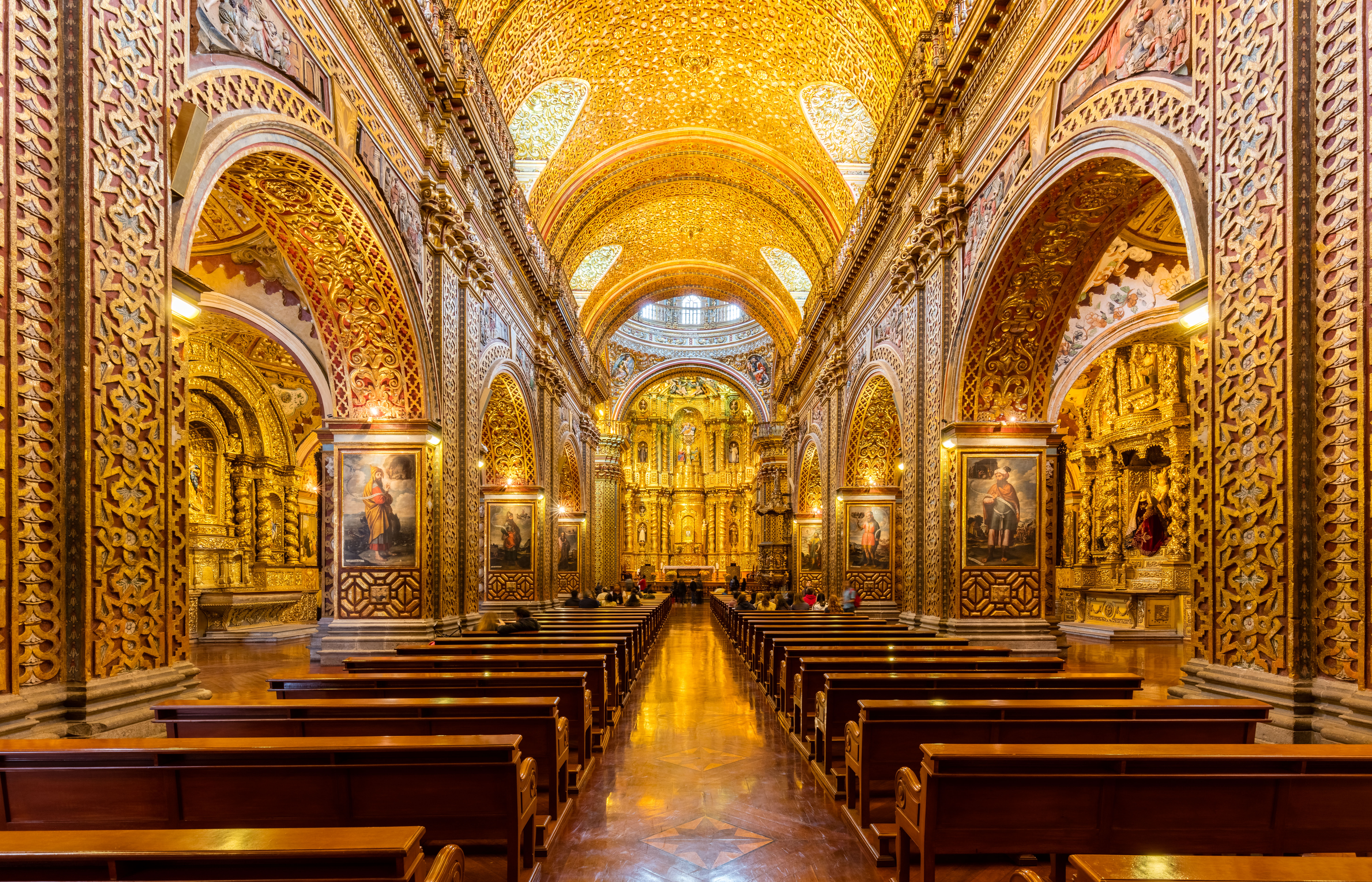
Nave central del templo.

El problema con los terrenos adquiridos, es que estaban cruzados por la quebrada de Zanguña, que bajaba desde el Pichincha y cruzaba detrás de la Catedral, por lo que el hermano Marcos Guerra construyó varios arcos de ladrillo sobre esta, de tal manera que el suelo quedase al mismo nivel y después podrían levantarse sin mayores problemas los edificios del Colegio, la Universidad, la residencia de los Padres, la Casa de los Estudiantes, el Hospital de Ancianos y el Centro Procura de las Misiones del Mainas en el Amazonas.
En 1622 inauguran la Universidad de San Gregorio, en el edificio adjunto a la iglesia y que hoy constituye el Centro Cultural Metropolitano, con autorización del papa Gregorio XV, del rey Felipe III y de las autoridades de la Audiencia. La universidad estaba dotada de modernos laboratorios, una biblioteca de 20.000 volúmenes que incluso admiró a los miembros de la Misión geodésica francesa de 1736, y un profesorado de primer nivel que incluía mentes brillantes como las de Juan Bautista Aguirre, Bernardo Recio, Caledonio de Arteta, Juan de Velasco y Francisco Sanna, entre otros. En 1630, el nuevo Obispo de Quito fray Diego de Oviedo, le escribe al rey Felipe IV: «En esta provincia ha habido Universidad y Estudios Generales de la Compañía de Jesús, con sujetos muy eminentes que han regentado sus cátedras. Hay muchos ingenios notables, y los profesores y maestros que tiene en ella la Compañía, lo son tanto que podrían ser catedráticos de Alcalá...».
Es por tanto, en medio de este escenario de saber y artes, que la iglesia de La Compañía de Jesús de Quito iba tomando forma desde sus más tempranos esbozos, hasta convertirse en una de las obras cumbres del barroco mundial.

### Construcción

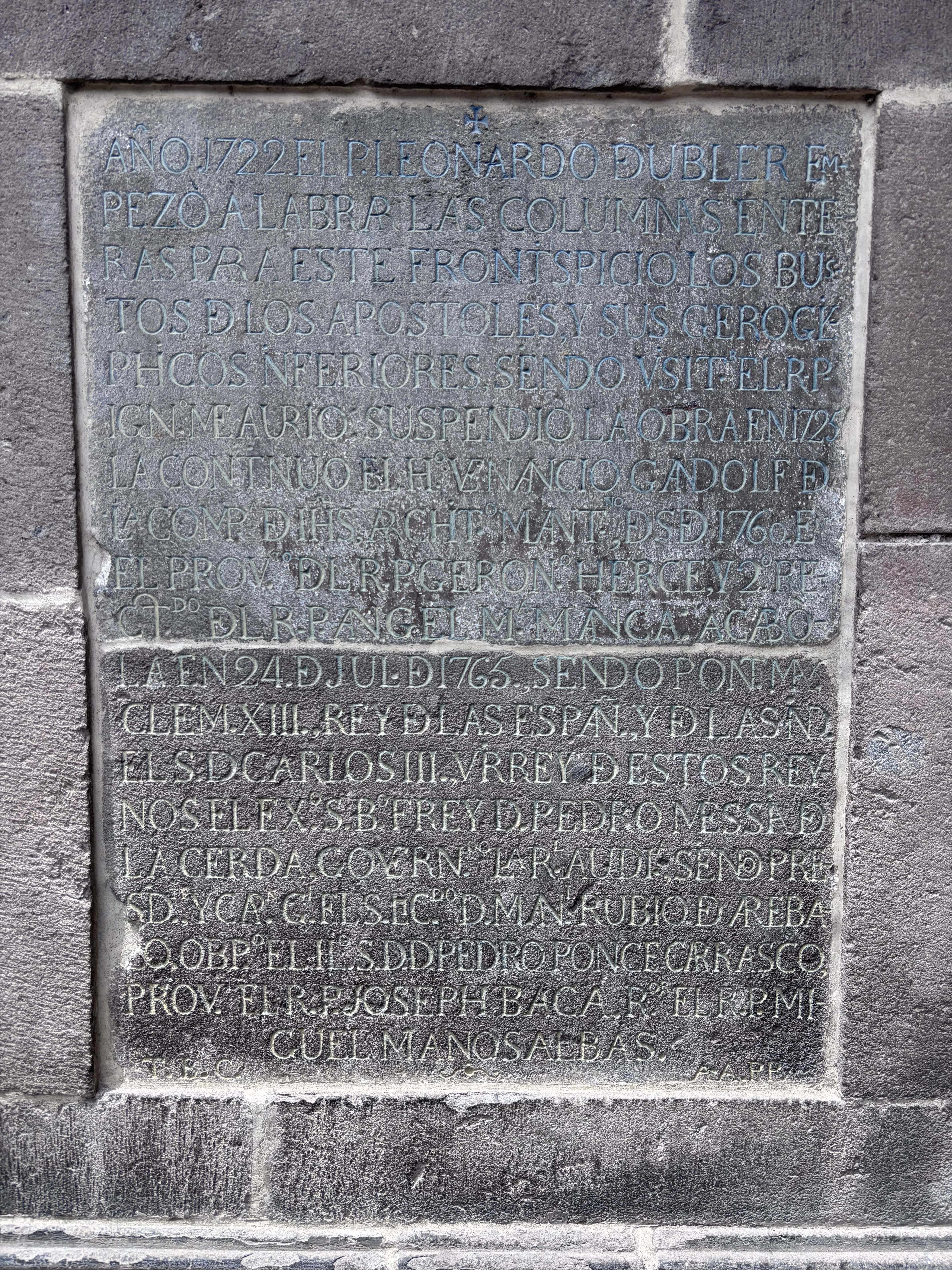
Inscripción de la fachada.

En el año 1597 el hermano español Francisco Ayerdi se hace cargo de los trabajos de construcción del templo de la orden jesuita en Quito, contando para ello con la ayuda de José Iglesias y José Gutiérrez. Lamentablemente, y pese a la buena voluntad, Ayerdi no reunía los conocimientos necesarios para tan titánica empresa, por lo que se tomó la decisión de reemplazarlo en 1605.
Entre 1605 y 1614 el sacerdote italiano Nicolás Durán Mastrilli recibe los planos de la iglesia, llegados desde Roma y aprobados por la Compañía; y comienza a ejecutarlos con la ayuda del arquitecto vasco Martín de Azpitarte, bajo la dirección de obra del también jesuita Gil de Madrigal (español). Para 1614, ya parte de la obra estaba abierta al culto.
El hermano Marcos Guerra llega desde Italia en 1636 para hacerse cargo de la construcción, a la que le imprime los gustos y formas del Renacimiento, estilo en el que tenía vasta experiencia antes de convertirse en clérigo. Es él quien introduce las cúpulas y bóvedas de cañón, además de las capillas laterales ornamentadas con cupulines. A Guerra también se le atribuyen los mejores retablos, la decoración completamente de oro y el púlpito.
Otros jesuitas que colaborarían en la obra a lo largo de los años serían el padre Sánchez, los hermanos Simón Schonherr y Bartolomé
Ferrer. El hermano Jorge Vinterer fue el creador del retablo mayor. En 1722 el padre Leonardo Deubler inició la construcción del impresionante pórtico de piedra volcánica gris, que no pudo terminar porque la obra fue suspendida en 1725; finalmente, en 1760 el hermano Venancio Gandolfi reinició los trabajos en la fachada inconclusa, que fue terminada el 24 de julio de 1765. Hay que recalcar que todas las obras concebidas por estos artistas europeos fueron puestas en práctica por artistas indígenas y mestizos de Quito[cita requerida], que le imprimían su sello personal a través de representaciones de flora nativa y símbolos de los pueblos ancestrales de la Audiencia[cita requerida].
Cuenta la leyenda que el rey Felipe V, que gobernaba España en esos años, preocupado por el inmenso costo de la obra se asomaba a lo alto de las torres de su palacio en El Escorial y miraba por el horizonte hacia el oeste, diciendo: “Cuesta tanto la construcción de ese templo, que debe ser una obra monumental; entonces, deben verse desde aquí sus torres y cúpulas”. No sabía el soberano que el valor de ella no era por su tamaño, sino por la belleza de su arquitectura, su construcción y de sus ricas piedras talladas maravillosamente.

### Daños y reparaciones a lo largo de la historia
La iglesia de la Compañía ha sufrido varios reveses desde que su construcción fue finalizada. Las principales causas de daños a la estructura han sido los continuos terremotos que han azotado la ciudad. Por ejemplo, un terremoto en 1859 produjo graves agrietamientos en la estructura de la torre del campanario. A pesar de que la torre fue reforzada con barras metálicas, otro terremoto en 1868 produjo tal daño en la estructura que hubo que derribar su mitad superior ya que había riesgo de que esta se derrumbara sobre los terrenos vecinos.
Un terremoto en el año de 1987 produjo graves daños en la estructura de la bóveda de la iglesia, creando varias grietas por las que el agua de lluvia empezó a filtrarse al interior del templo. La humedad producida por las filtraciones a su vez empezó a deteriorar los acabados interiores de madera. Por este motivo, el Fondo de Salvamento de la ciudad (FONSAL) inició un programa de restauración. El proyecto de restauración consistió en construir un gran andamio en el interior de la iglesia, desde el cual se pudo apuntalar el techo de la bóveda mientras las grietas se reparaban. Adicionalmente, se taladraron agujeros a lo largo del techo, dentro de los cuales se colocaron varillas metálicas con el objetivo de mejorar las propiedades antisísimicas de la estructura.
Otro siniestro se produjo el 31 de enero de 1996, cuando se inició un incendio en el interior de la iglesia que dañó seriamente uno de los retablos de la estructura y llenó el interior de hollín. Para reparar los daños un nuevo programa de restauración tuvo que ponerse en marcha, partes del retablo tuvieron que ser reconstruidas y nuevas láminas de oro tuvieron que colocarse en el interior. La UNESCO aportó 50 mil dólares americanos para la adquisición de las láminas de pan de oro necesarias para reparar la iglesia.

## Arquitectura
El templo, por haber sido construido durante 160 años y con diferentes arquitectos, maneja cuatro estilos en su arquitectura, aunque predomina el arte barroco. Este es de fácil apreciación debido a la simetría que hay al interior de la iglesia, puesto que en cada lado de ella constan la misma cantidad de elementos; otra de las particularidades de este estilo es el movimiento, producto de la forma como están diseñadas las columnas principales del templo y el retablo mayor, lo cual produce la impresión de que se mueve mientras se camina dentro de la iglesia. La luminosidad es otra de las particularidades del barroco; las ventanas superiores de la nave principal están colocadas con tal precisión que iluminan toda la iglesia con la luz del sol.
Otro de los estilos que tiene la iglesia es el mudéjar o morisco, que se caracteriza por las figuras geométricas que se observan en los pilares. Este es un estilo completamente árabe que trajeron los españoles debido a la influencia que tuvieron al ser dominados 800 años por los moros y árabes.
El tercer estilo que podemos encontrar en La Compañía de Quito es el churrigueresco, de marcada decoración recargada, y que está presente sobre todo en las mamparas de la iglesia. Finalmente encontramos el estilo neoclásico, que adorna la capilla de Santa Mariana de Jesús, y que en los primeros años fue una bodega.

### Planta

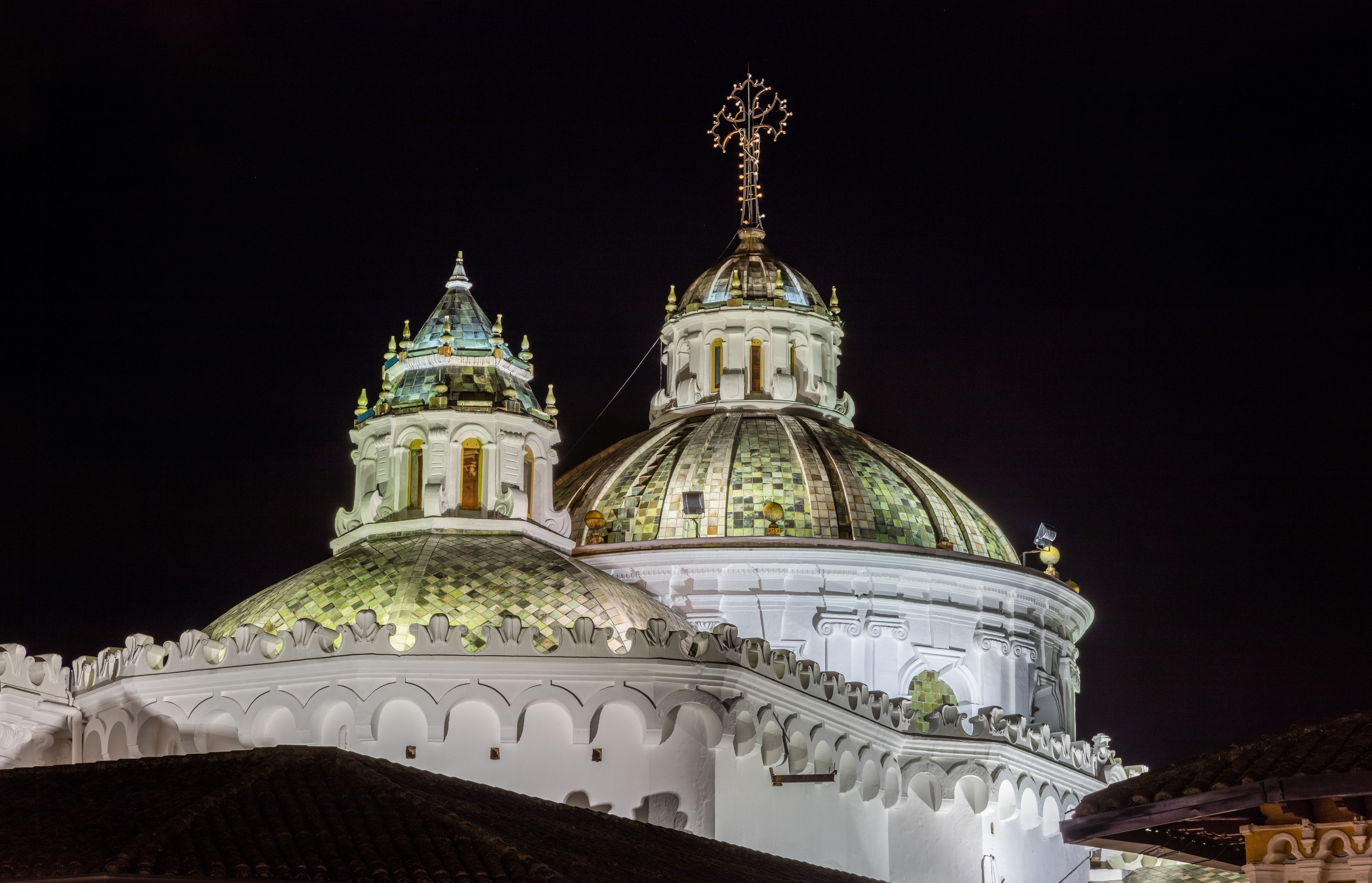
Cúpulas de La Compañía vistas desde San Francisco.

La planta del templo de La Compañía de Quito, comúnmente comparada con la de la Iglesia del Gesú, en Roma, es la de cruz latina inscrita en un rectángulo, típica de la segunda etapa del Renacimiento. Posee crucero y tres naves sin tribunas a lo largo de las capillas: la central, que es alta y cubierta con bóveda de cañón, y las laterales, que son bajas y cubiertas con cupulines. Son estos detalles los que justamente la diferencian de su similar romana, ya que la del Gesú posee una sola nave y tribunas a lo largo de las capillas; de hecho, en lo único que se parecen es en la cúpula sobre el crucero de las bóvedas que cubren la nave de la cruz latina

### Naves y cruceros
La nave central, de 58m de largo por 26.5 de ancho, descansa en sólidos pilares cuadrados que sustentan los arcos fajones unidos lateralmente por arcos de medio punto, exhibe además una balaustrada y lunetos. Las naves laterales, menores en anchura y altura, están enriquecidas con pequeñas cúpulas y airosos cupulines que filtran la luz en sagrada penumbra. Estas naves albergan seis capillas o retablos laterales, menores que los del crucero, pero de delicada elegancia, variedad irrepetida y de un barroco exultante, ya plateresco y churrigueresco. Estas están dedicadas, en la nave norte a San José, El Calvario y San Luis Gonzaga; mientras que en la nave sur a Nuestra Señora de Loreto, La Inmaculada y San Estanislao de Kostka.
Las capillas laterales, cubiertas con cupulines, se hallan alumbradas con pequeñas ventanas caladas, por las cuales cuela tenue la luz. Grandes arbotantes descargan el empuje de la bóveda central sobre los fuertes muros exteriores de cal y piedra que delimitan el templo. Las tres naves se separan con dos filas de pilastras, en las que descansan arcadas y sobre éstas, los muros de la nave central con las ventanas necesarias para la iluminación. El material empleado es la piedra para los muros y pilastras, y el ladrillo para la arquería y el abovedamiento.
El crucero, de 26.5m de ancho, ostenta la imponente cúpula de 27.6m de alto y 10.6 de diámetro, decorada interiormente con pinturas, adornos, medallones con figuras de arcángeles y de cardenales jesuitas. Los doce ventanales iluminan gozosamente las decoraciones y la balaustrada que recorre el tambor. A los dos extremos del crucero se levantan los retablos gemelos, de San Ignacio y San Francisco Javier, de enorme tamaño y exquisita factura barroca.

### Cúpulas

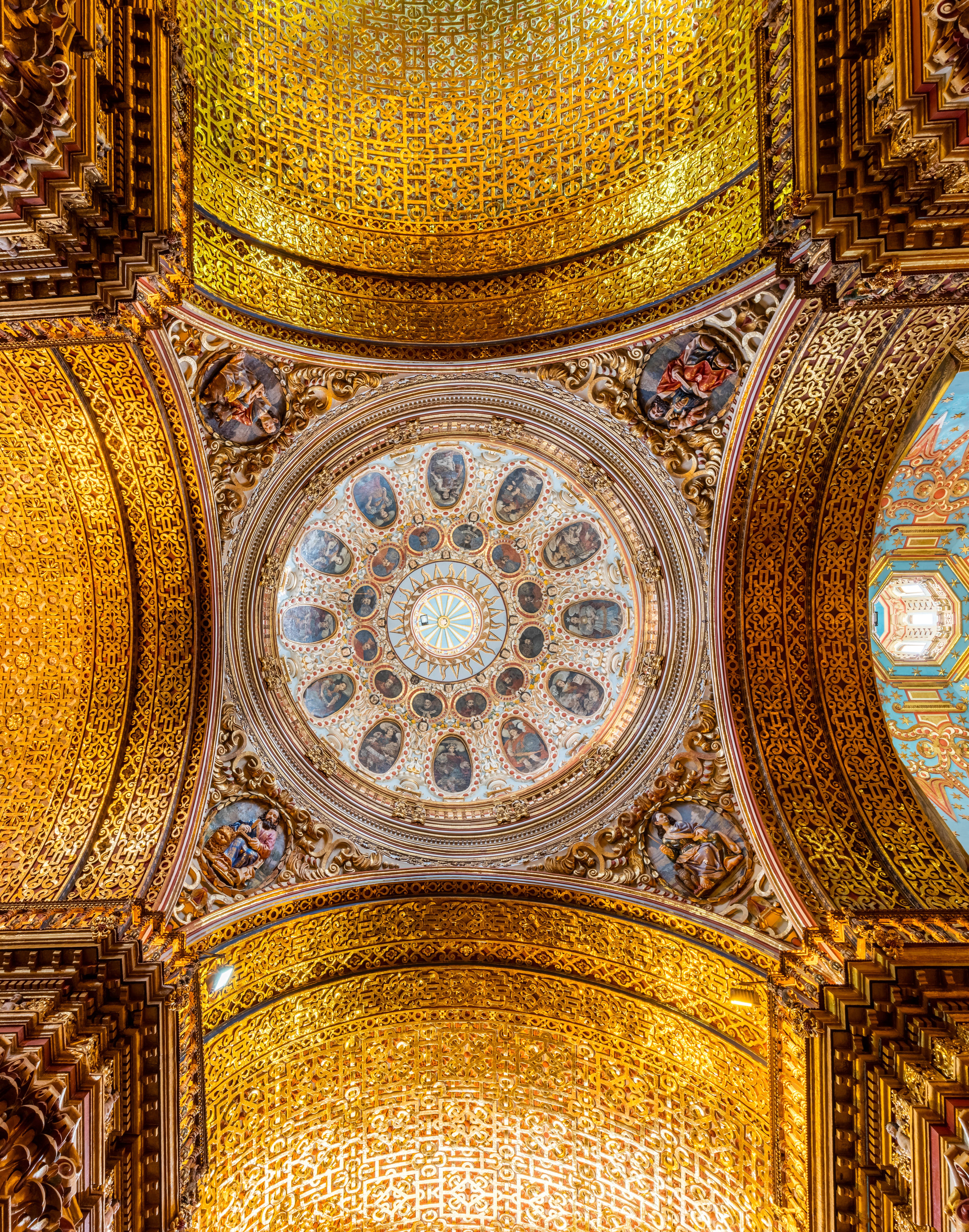
Vista interior de una de las cúpulas.

Las cúpulas, por el exterior parecen aplastadas porque no se las peralta doblando el casquete, como fue costumbre muy usada por los arquitectos de la segunda época del Renacimiento. Sin embargo, la del crucero se muestra airosa sobre un tambor calado con ventanas de arco zigzagueado, separadas por pilastras gemelas jónicas, coronada de su elegante linterna de doce luces y destacándose sobre una azotea adornada de barbacanas, curiosa reminiscencia medieval muy usada en la arquitectura quiteña en los siglos XVII y XVIII, cuando en España no se la recordaba.

### Portada exterior

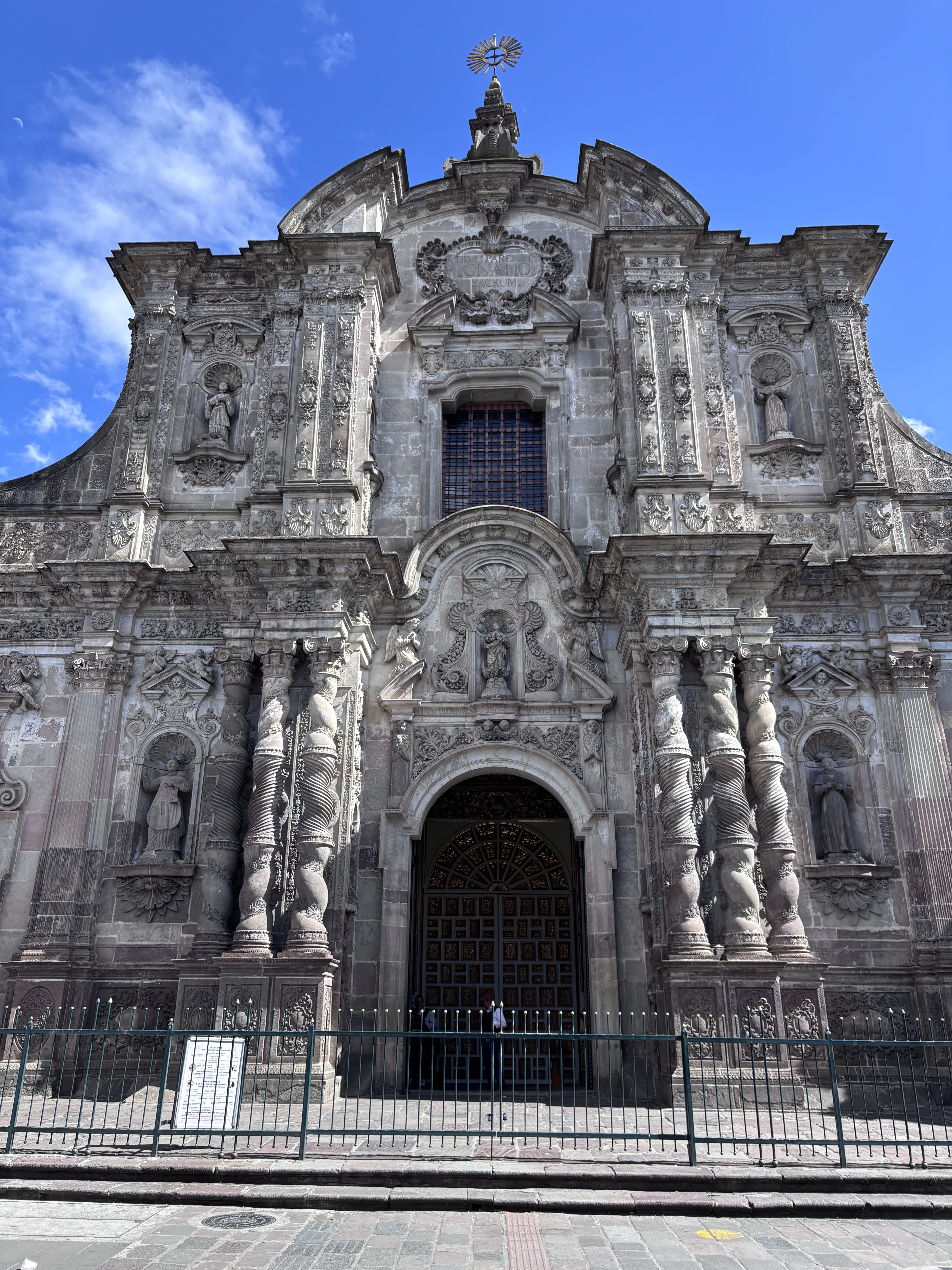
Detalle de la portada de La Compañía, Quito.

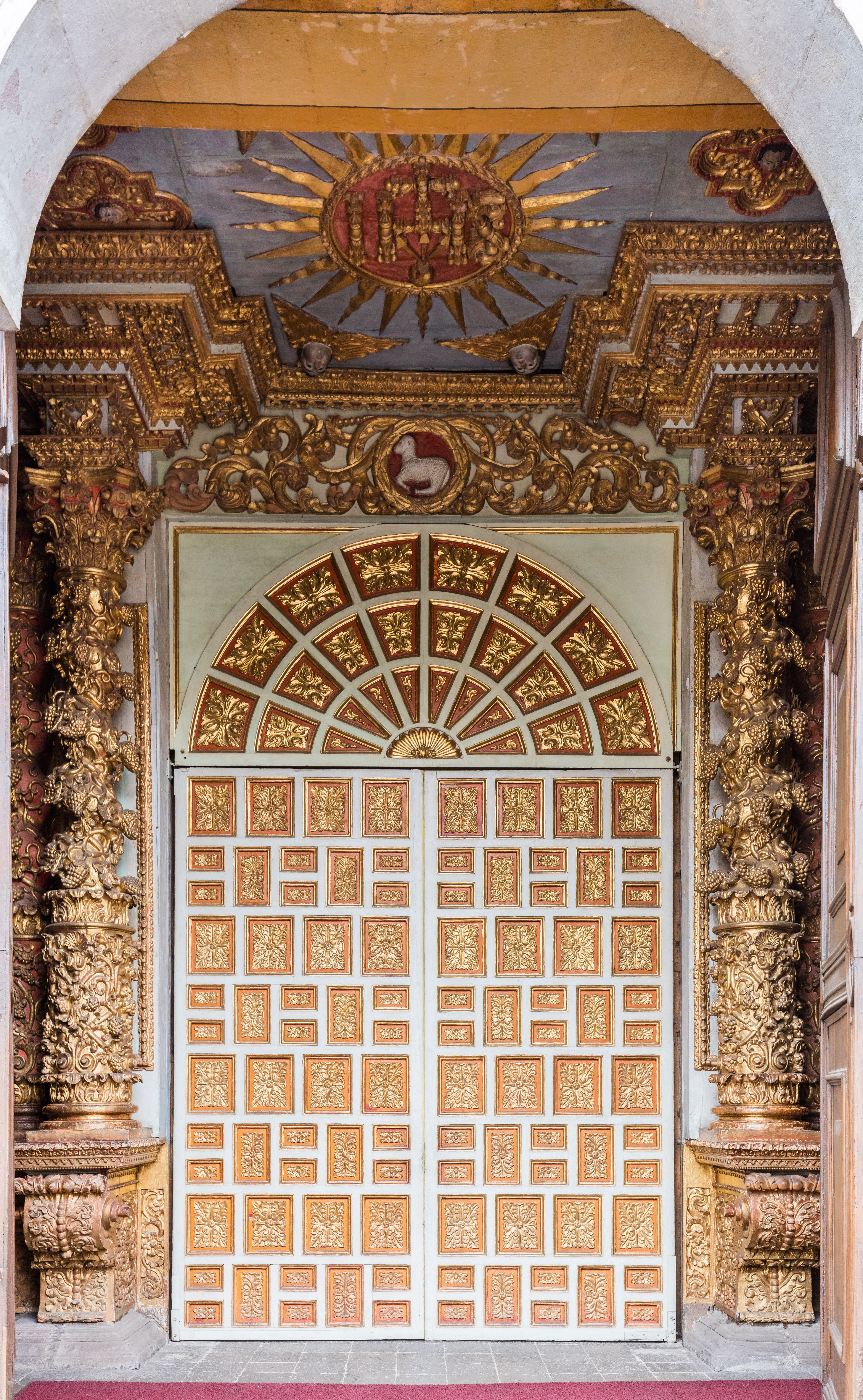
Puerta de la portada.

La característica portada exterior de La Compañía de Quito está tallada íntegramente en piedra andesita ecuatoriana, e inició en 1722 bajo las órdenes del padre Leonardo Deubler, pero la obra fue suspendida en 1725 para luego ser retomada en 1760 por el hermano Venancio Gandolfi, quien la terminó en 1765. Según José María Vargas: «El simple cotejo de fechas explica la diferencia de estilos entre el cuerpo de la iglesia y la fachada. Mientras la estructura del templo delata el influjo renacentista, que de Italia trajo a Quito el Hermano Marcos Guerra; en la disposición del frontispicio atenta el dinamismo Barroco del siglo XVIII, que inició Bernini con las columnas salomónicas del baldaquino de la Basílica de San Pedro de Roma».
Las columnas, estatuas y las grandes decoraciones fueron ejecutadas en la cantera que los jesuitas tenían en la Hacienda de Yurac, en la cercana parroquia de Píntag; el resto del material se trajo de una cantera en la falda occidental de la colina de El Panecillo, junto a la ciudad. La fachada, tal como ha llegado hasta nosotros, tiene más del barroco italiano que del plateresco español y, en las pilastras altas, con cierto acento del barroco francés.
Flanquean la puerta principal de entrada seis columnas salomónicas de cinco metros de altura, estriadas en su tercio intermedio, derivadas de las del Bernini en el altar de la Confesión de la Basílica de San Pedro. De la misma manera, las puertas laterales están flanqueadas por dos pilares de estilo romano corintio, todas ellas colocadas sobre un estilóbato a paneles con decoración renacentista. Sobre el arquitrabe corre un friso decorado con flores, estrellas, follaje, y sobre este la cornisa adornada con hojas de acanto, que sigue los resaltos de la fachada estirándose en arco semicircular para proteger un nicho formado sobre un frontón interrumpido que, soportado por cuatro querubines, corona la puerta principal y da cabida a una imagen de la Inmaculada Concepción rodeada de ángeles y querubines. En la parte superior del nicho, otro frontón más pequeño contiene al Espíritu Santo en su símbolo de paloma.
El segundo cuerpo, ubicado en la parte alta del anterior, está compuesto de una enorme ventana central adornada de un frontón entrecortado para recibir una gran cartela de conchas y de frondas con una leyenda dedicada a San Ignacio, patrón de la orden jesuítica: «DIVO PARENTI IGNATIO SACRUM». El frontón está apeado sobre modillones de hojas de acanto, y entre ellos una tarjeta ornamental de gusto plateresco concluye la composición de la ventana. Flanquean a ésta riquísimas pilastras cuyo capitel tiene una sola fila de hojas de acanto (la superior), decoradas y compuestas a la manera como componían y decoraban los muebles y objetos preciosos los orfebres y ebanistas franceses del siglo XVIII; es decir con estrías horizontales y grandes espejos decorados en su centro. Corre sobre ellas un entablamento que recuerda el del primer cuerpo, y remata el conjunto en un tímpano semicircular entrecortado para encajar un gran modillón en el centro, sobre el cual se destaca la cruz jesuítica de bronce brillante, sobre característico espigón de la crestería. Defiende la portada total una techumbre forrada de azulejos de medio mogote.

El frontispicio enmarca, entre sus pilastras y columnas, los nichos en que se exhiben de cuerpo entero las estatuas de San Ignacio de Loyola, San Francisco Javier, San Estanislao de Kostka y San Luis de Gonzaga. En las paredes del flanco, junto a la ventana, se hallan las de San Francisco de Borja y San Francisco Regis. También se aprecian los bustos de los apóstoles Pedro y Pablo junto a la puerta principal; y sobre el dintel de las puertas laterales, los Corazones de Jesús y María, que atestiguan la antigüedad de la fe y culto del pueblo quiteño a los Sagrados Corazones.

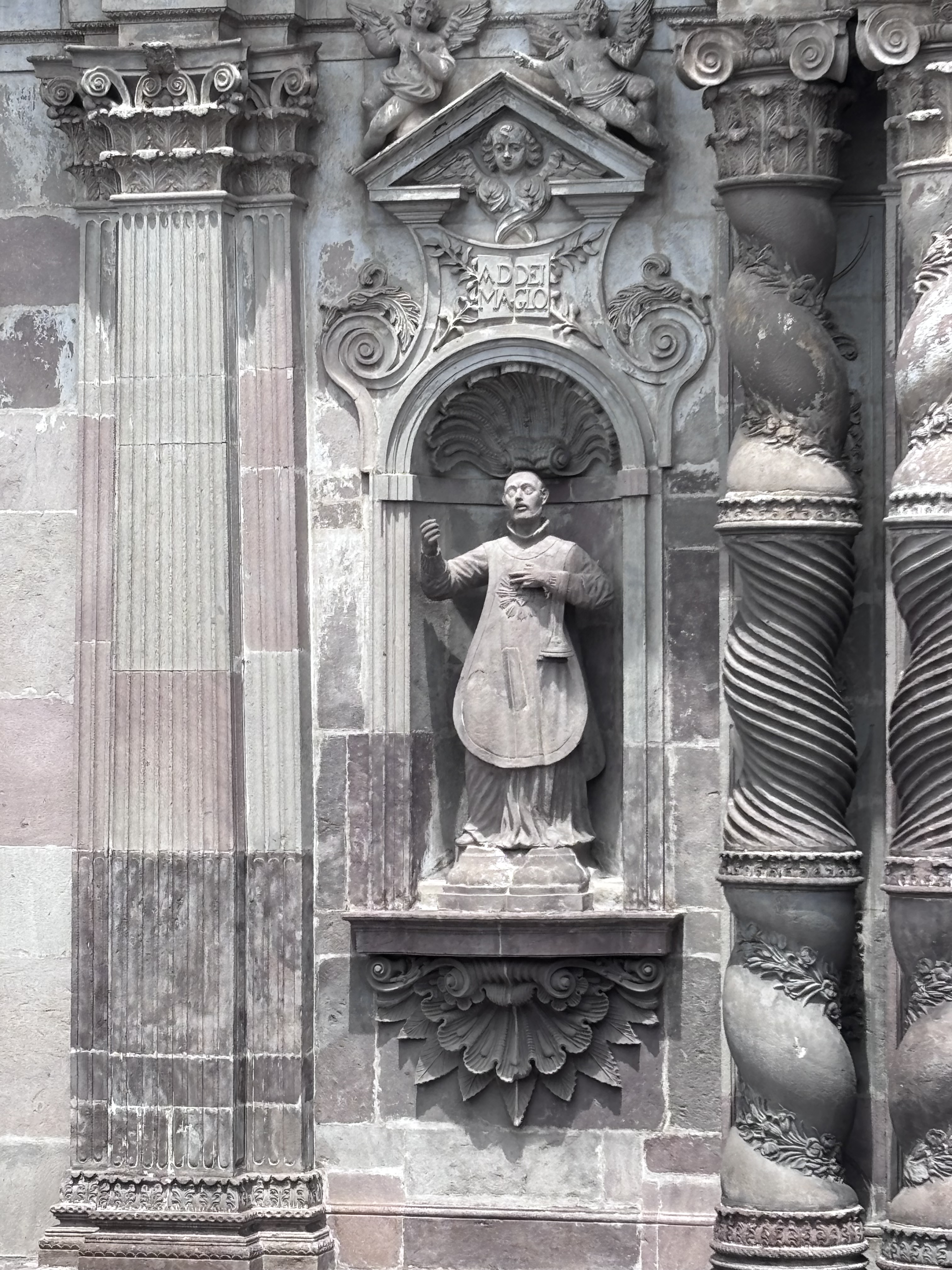
Ignacio de Loyola
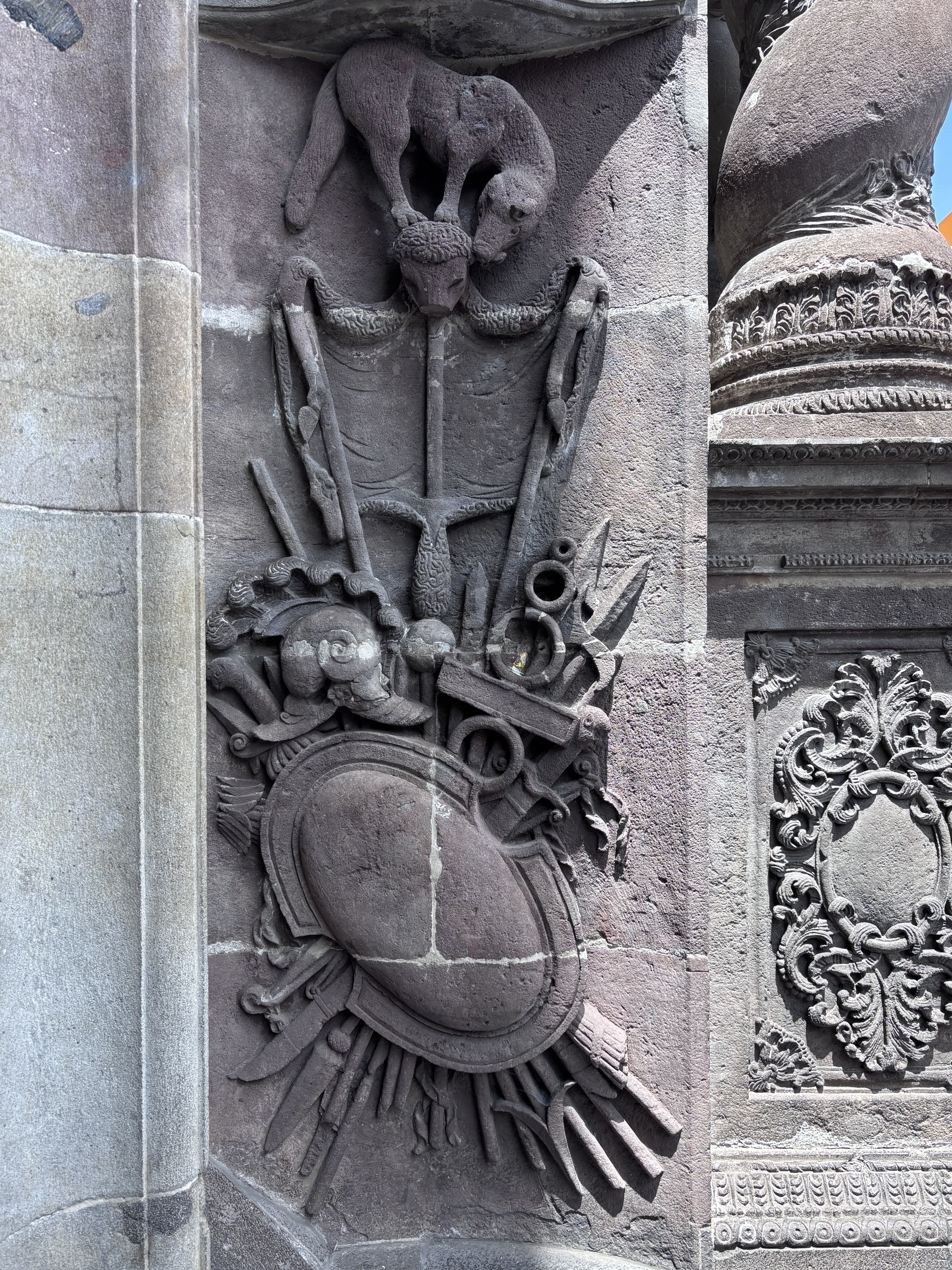
Portada, detalle
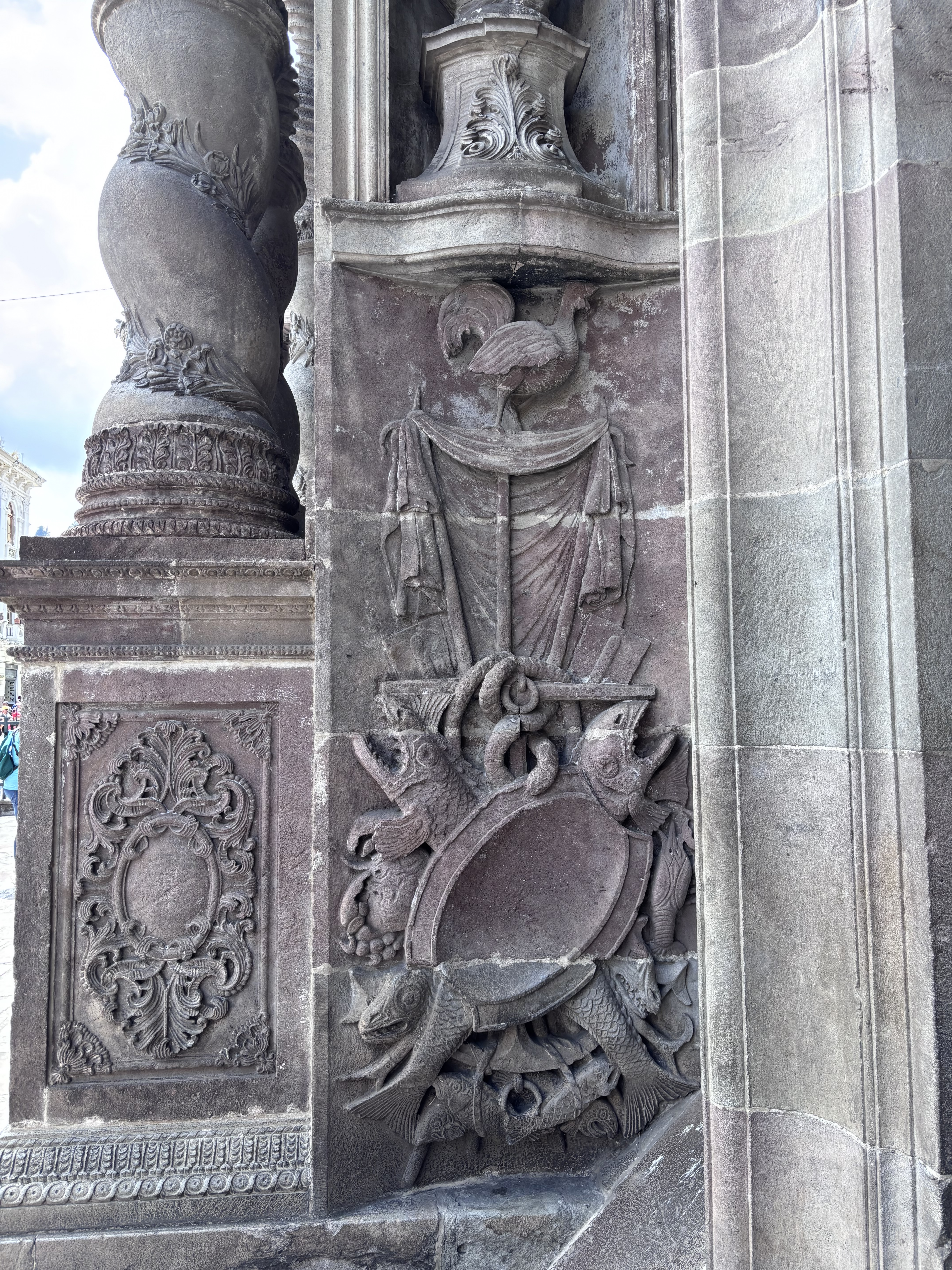
Portada, detalle
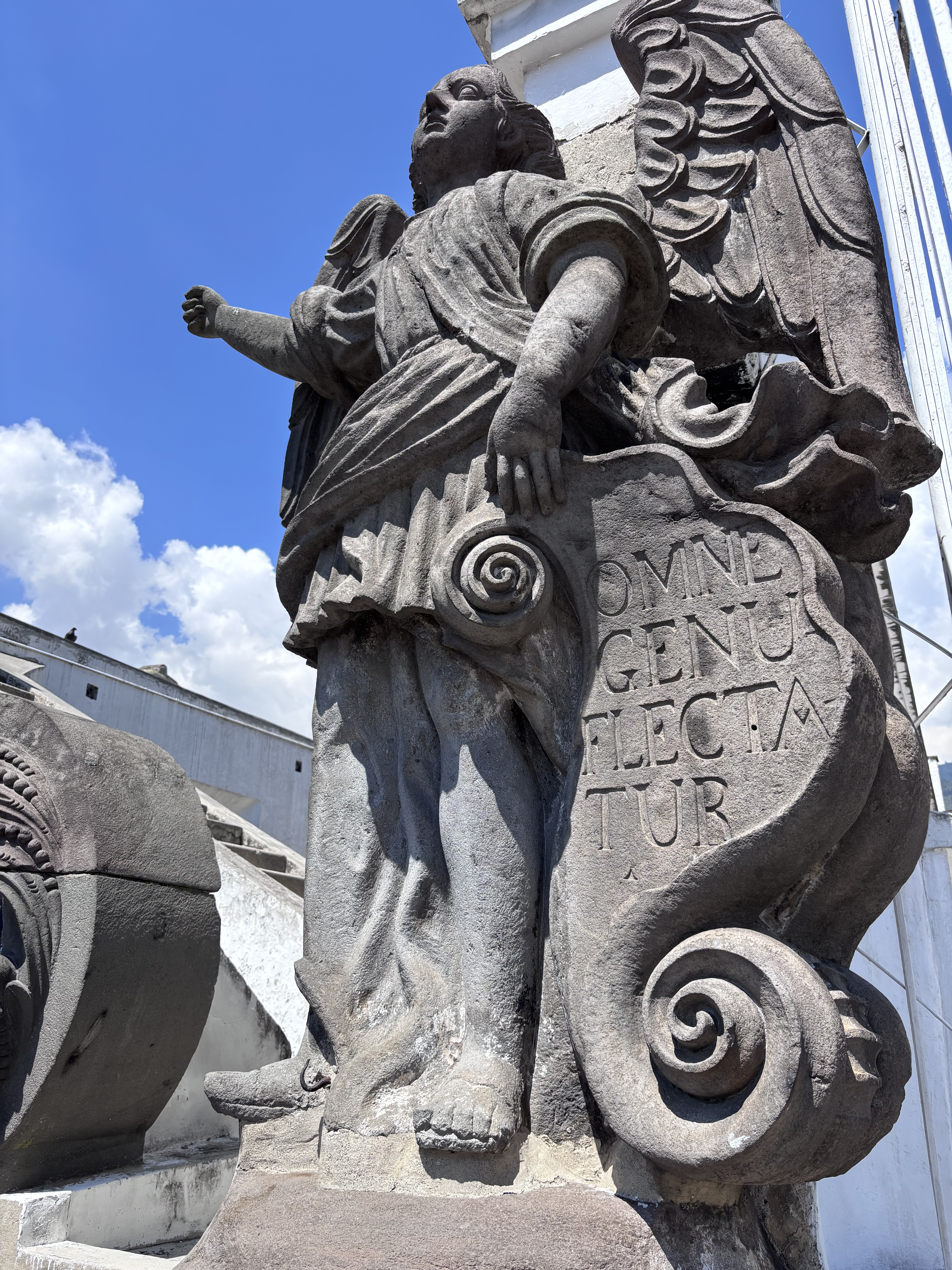
Ángel en el lado norte de la fachada.
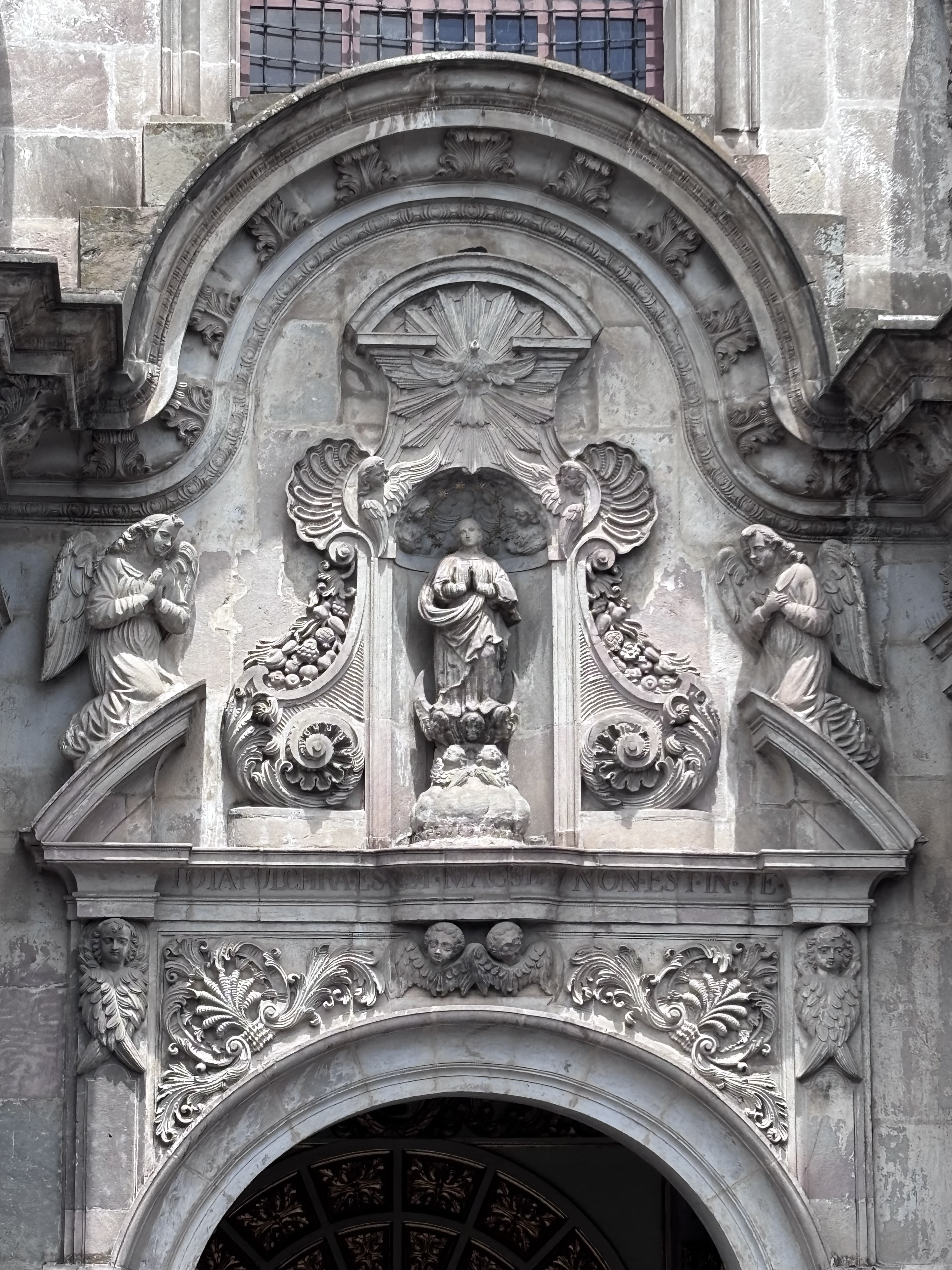
Detalle central de la fachada.

### Cruz de la calle
La cruz de piedra que se aprecia en el costado exterior sur, sobre la línea de fábrica de la acera, antes estuvo unida a la iglesia por un hermoso pretil que cerraba el atrio. La base de esta, con sus estupendas molduras y sus magníficas proporciones, hacen de ella un verdadero monumento arquitectónico, digno de contemplación y estudio. Con razón, al hablar de la iglesia de la Compañía de Jesús en Quito, el ilustre artista italiano, Giulio Aristide Sartorio, dice: «Monumentos completos, como la Compañía de Jesús en Quito, son raros aún en el Viejo Continente».

### Torre del campanario
La torre del campanario, venida al suelo tras el terremoto de 1859, debió corresponder totalmente a la grandeza de la iglesia, con su altura de 180 brazos que la convertía en la más alta de la ciudad. Esta fue recompuesta años después por el expresidente Gabriel García Moreno devolviéndole su estilo medieval tan particular; más, otro terremoto en 1868, la cuarteó tanto que no hubo más remedio que deshacerla hasta la altura de la barbacana. Las campanas que un día repicaron en la torre se encuentran hoy en una sala adjunta a la iglesia, abierta al público para que pueda admirarlas aunque una de estas fue fundida para convertirla en un cañón para apoyar a los quiteños en los enfrentamientos tras los hechos ocurridos el 10 de agosto [cita requerida]. Se trataba de un conjunto de seis campanas de varios tamaños y pesos, la más grande (que data de 1926) pesa 4.400 lbs; mientras que la pequeñita y más antigua (datada en 1877) es de 140 lbs.

## Interiores

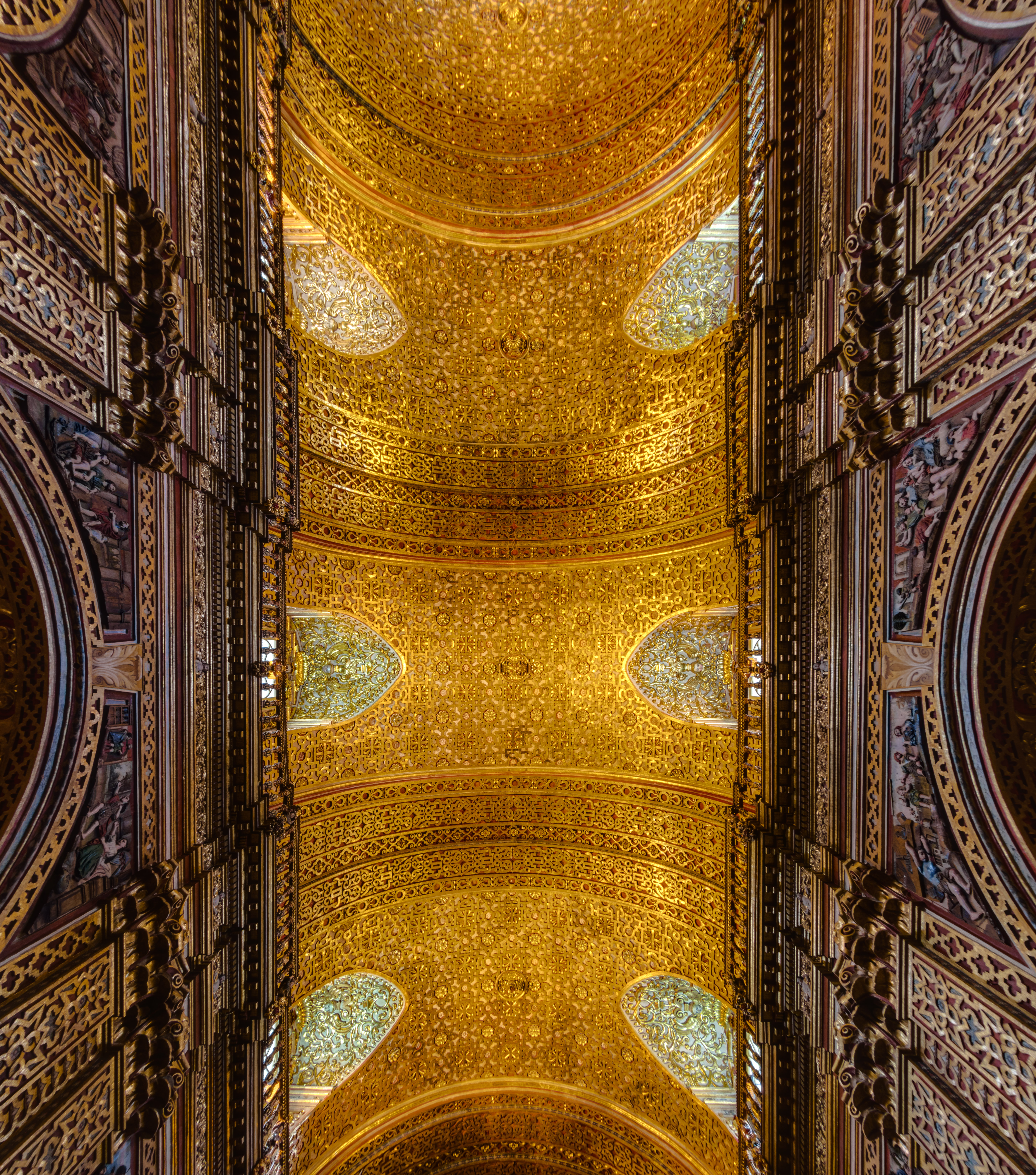
Vista del techo.

La mayor característica de la decoración interna de La Compañía de Quito son sus barroquísimas formas en madera de cedro tallada, policromada y bañada con pan de oro de 23 kilates sobre fondo rojo.
 Destacan sobre todo el Retablo Mayor, en el ábside, y el púlpito ricamente decorado.

### Retablo Mayor

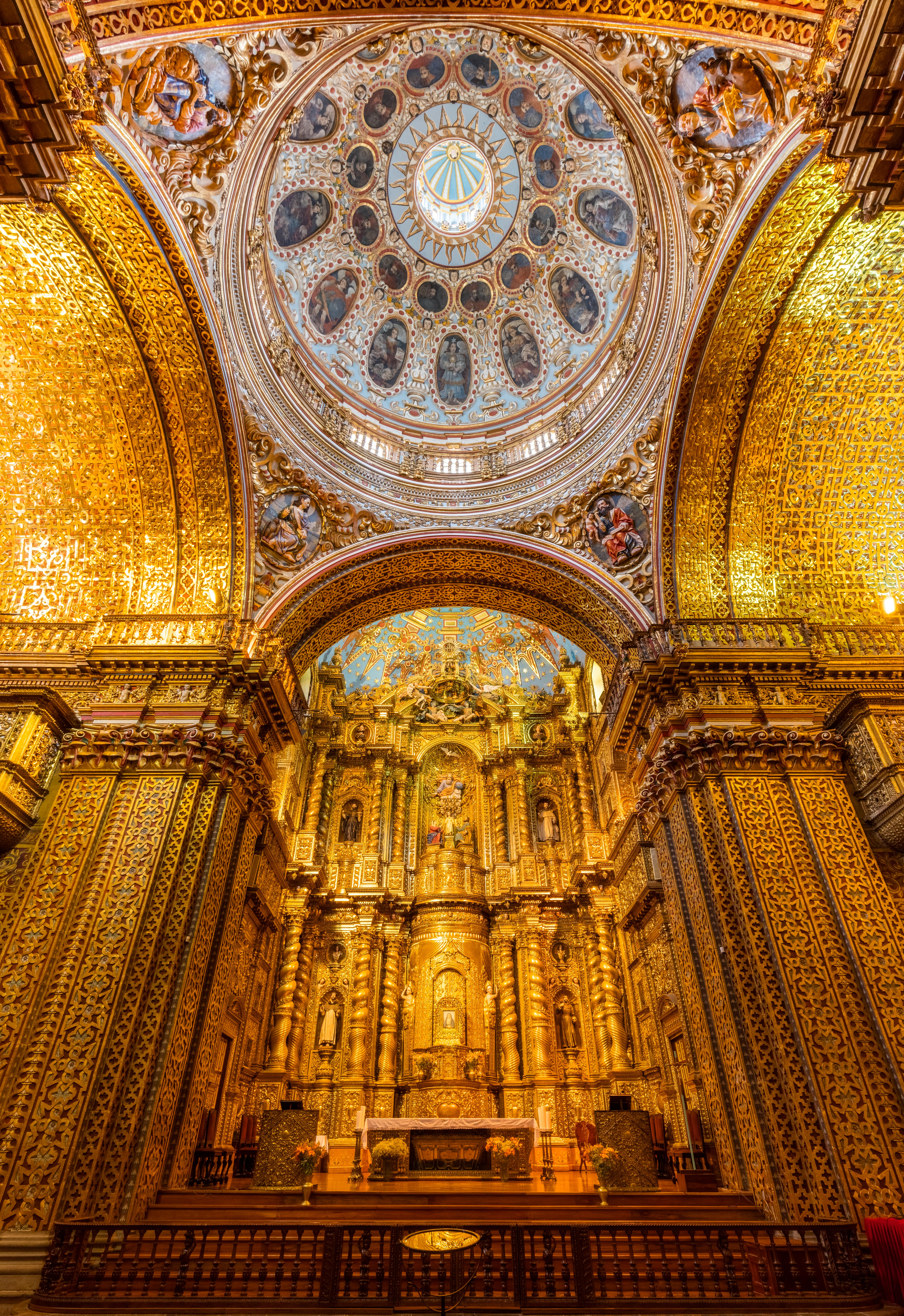
Retablo mayor y cúpula.

El retablo original era un símil de la fachada principal, propio del sistema constructivo del estilo barroco; y el que actualmente se aprecia mantiene la mayoría de esos rasgos. Cuando comenzó a levantarse se lo quiso hacer de piedra y ladrillo, recién para 1735 cambió el diseño a madera, con las directrices del hermano jesuita Jorge Vinterer, de origen alemán y cuyo labrado demoró diez años (1735-1745). En enero de 1745, el afamado artista Bernardo de Legarda, firmó un contrato con el Padre Rector de la Orden Jesuita por medio del cual se comprometía a “Emprender la obra del dorado en el tabernáculo del altar mayor de la Iglesia de la Compañía”. Legarda fue el encargado de colocar las láminas de pan de oro, y su intervención duró 10 años más, es decir que el trabajo total del retablo tomó finalmente veinte años (1735-1755).
El gran retablo llena completamente el fondo del presbiterio, cuyos muros laterales visten también ornamentación de madera tallada. El retablo tiene tres cuerpos superpuestos, que se corresponden perfectamente en su construcción arquitectónica; y cada cuerpo, tres secciones: la del eje y las de los flancos. El cuerpo inferior tiene en su eje un gran sagrario, convexo de traza y flanqueado de dos nichos aconchados, uno frontal y otro lateral. Ocho columnas salomónicas, distribuidas convenientemente, separan los nichos. Encima de cada uno de estos nichos hay otros circulares, trazados sobre una repisa, y que llevan una venera en su parte superior con curiosos relicarios a manera de bustos dentro de ellos. Flanquean a los nichos inferiores, encima de su arco semicircular, dos cabezas de ángeles; y al sagrario, dos embutidos en ademán de sostener abierta una cortina simulada. Todo este cuerpo del retablo descansa sobre un estilóbato decorado con cartelas que remata en un entablamento apoyado sobre las columnas y coronado por un cornisón de ricas molduras. La decoración del friso está acentuada con cabezas de querubines, y la de la cornisa con piñas pendientes de cada uno de los ángulos formados por las diversas salientes de la quebrada línea arquitectónica del altar.
Encima de la cornisa se levanta el segundo cuerpo, muy semejante al descrito anteriormente; sus columnas salomónicas no son estriadas en su tercio inferior como las anteriores, y se han eliminado los nichos circulares sobre las grandes hornacinas, que se reproducen en ese cuerpo exactamente como los encontramos en el cuerpo inferior del retablo. En lugar de aquellos nichos se han colocado repisas, a la manera de los derrames de un frontón, sobre las cuales se extienden dos figurillas rampantes, destacándose sobre el fondo de una ventana. El sagrario del primer cuerpo se halla reemplazado en este con un gran nicho cuya bóveda pasa hasta el tercero, en donde es flanqueada por cuatro pequeños nichos ovalados. Sobre este último cuerpo viene la cornisa final que sirve de imposta para el doble frontón interrumpido, dentro del cual un grupo de ángeles sostiene entre sus manos una enorme corona. Cabe resaltar que el fuste de las columnas salomónicas del segundo cuerpo del retablo tiene seis espirales, lo que indica una observancia estricta de los preceptos, entonces flamantes, de Viñola; en cambio, el de las del primer cuerpo tiene siete, si se han de contar las estriadas.
Los nichos contienen figuras de los santos fundadores de las comunidades religiosas como San Francisco de Asís, Santo Domingo de Guzmán, San Agustín, San Luis Gonzaga, Santa Mariana de Jesús y San Ignacio de Loyola. En la parte alta lo adorna una corona simbólica de la Iglesia católica, con la composición escultórica del Espíritu Santo, Dios Padre, Dios Hijo, así como las figuras de la Virgen María, San José y la Santísima Trinidad. Todo forma un solo conjunto escultórico donde se juntan lo divino y lo terreno, atribuido a Severo Carrión (excepto el Niño Jesús, tallado por José Yépez).

### Púlpito
Otra pieza interesante dentro de La Compañía de Quito es el púlpito, localizado al costado norte de la línea de arquería del templo. Hermosamente tallado, contiene 250 pequeños rostros querubines y figuras de los evangelistas Mateo, Lucas, Marcos y Juan, además de los santos jesuitas San Ignacio de Loyola y Francisco Xavier. Un elemento especial es el niño Cristo Redentor de origen europeo.
El púlpito tiene forma de un cáliz y posee además de las figuras centrales antes nombradas, figuras de la mitología griega, querubines, San Pablo y Santa María Inmaculada. El púllpito tenía una función acústica debido a que su cátedra (la parte superior) funcionaba como una especie de caja de resonancia natural en donde la voz del sacerdote golpeaba, subía hasta el tornavoz y era escuchada por toda la iglesia.

### Presbiterio
Los muros laterales del presbiterio se hallan forrados de revestimientos de madera, con dos tribunas caladas sobre medias pilastras que flanquean las puertas de salida; todo ello lleno de profusa decoración floral estilizada. Encima de las tribunas se ha figurado una abertura de arco semicircular, dentro de la cual se dejan ver varios elementos arquitectónicos formando un pórtico de frontón interrumpido, sobre el cual se halla un ojo de buey que ilumina el presbiterio. Entre este conjunto y el retablo se hallan, a lo largo del muro, catorce cuadros al óleo con los bustos de Jesús, María y los doce apóstoles, formando parte integrante de la decoración del revestimiento. La cúpula que cubre el presbiterio está decorada a estuco. Toda la decoración del presbiterio tiene unidad completa en su variedad de formas, habiéndose usado como principal motivo los follajes serpeantes y de acanto, que con tanta preferencia y extremada delicadeza se trataron en la época del Renacimiento.

### Naves laterales
Las naves laterales están formadas por ocho capillas de planta cuadrada, abovedadas, con cúpulas rebajadas sobre pechinas y comunicadas entre sí por grandes arcos. Las dos últimas capillas tienen dos inmensos cuadros llamados El Infierno y El Juicio Final, pintados por el hermano Hernando de la Cruz en el año 1620. Las otras lucen retablos, todos de estilo churrigueresco y semejantes en su organización arquitectónica de dos cuerpos, uno inferior sobre gran estilóbato y compuesto de un nicho central, flanqueado a cada lado por una columna salomónica; y otro superior con nicho central, flanqueado también por dos columnas salomónicas y dos hornacinas laterales o un panel cualquiera decorativo. No hay espacio en estos retablos, por pequeño que fuere, que no se halle cubierto con una labor ornamental; el mismo interior de los nichos es un emporio de follajes; los entablamentos, un conjunto de molduras realzadas con filetes perlados, huevos, flores, dardos, gallones, guirnaldas y mil filigranas; las columnas salomónicas, un puro enrejado de sarmientos de uva y, algunas de ellas, asidero de aves. La presentación de todo ese aparato decorativo, exagerado y todo, es de un afiligranado tal que solo suaviza la aspereza de las formas arquitectónicas, sin destruirlas ni absorberlas.

### Mampara

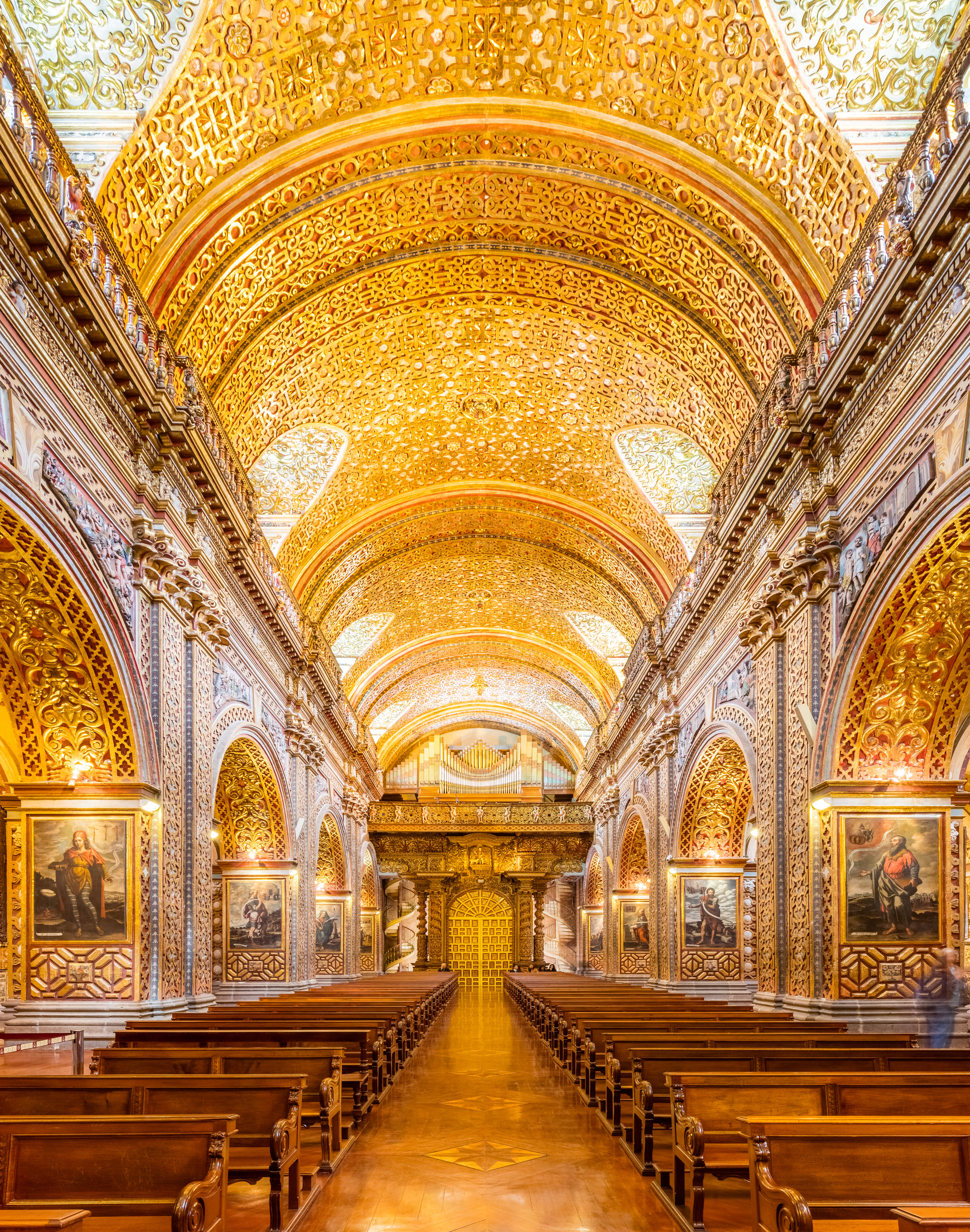
Vista desde el altar mayor, con la mampara al fondo.

La mampara de la iglesia es una obra del siglo XVIII y presenta talles muy ornamentados. Esta posee pilastras, a las que van adosadas seis columnas salomónicas apeadas sobre basamento con modillones. En la mitad de su decoración superior, que alcanza los 12 metros de altura, lleva un nicho que aloja sobre una repisa la representación de San Juan Bautista niño. Durante la época colonial esta mampara cumplía dos funciones primordiales: la primera era impedir que el sonido ingrese o salga, de manera que no moleste a los feligreses durante la misa; y la segunda era frenar el ingreso de los indígenas que no estaban bautizados.

### Coro

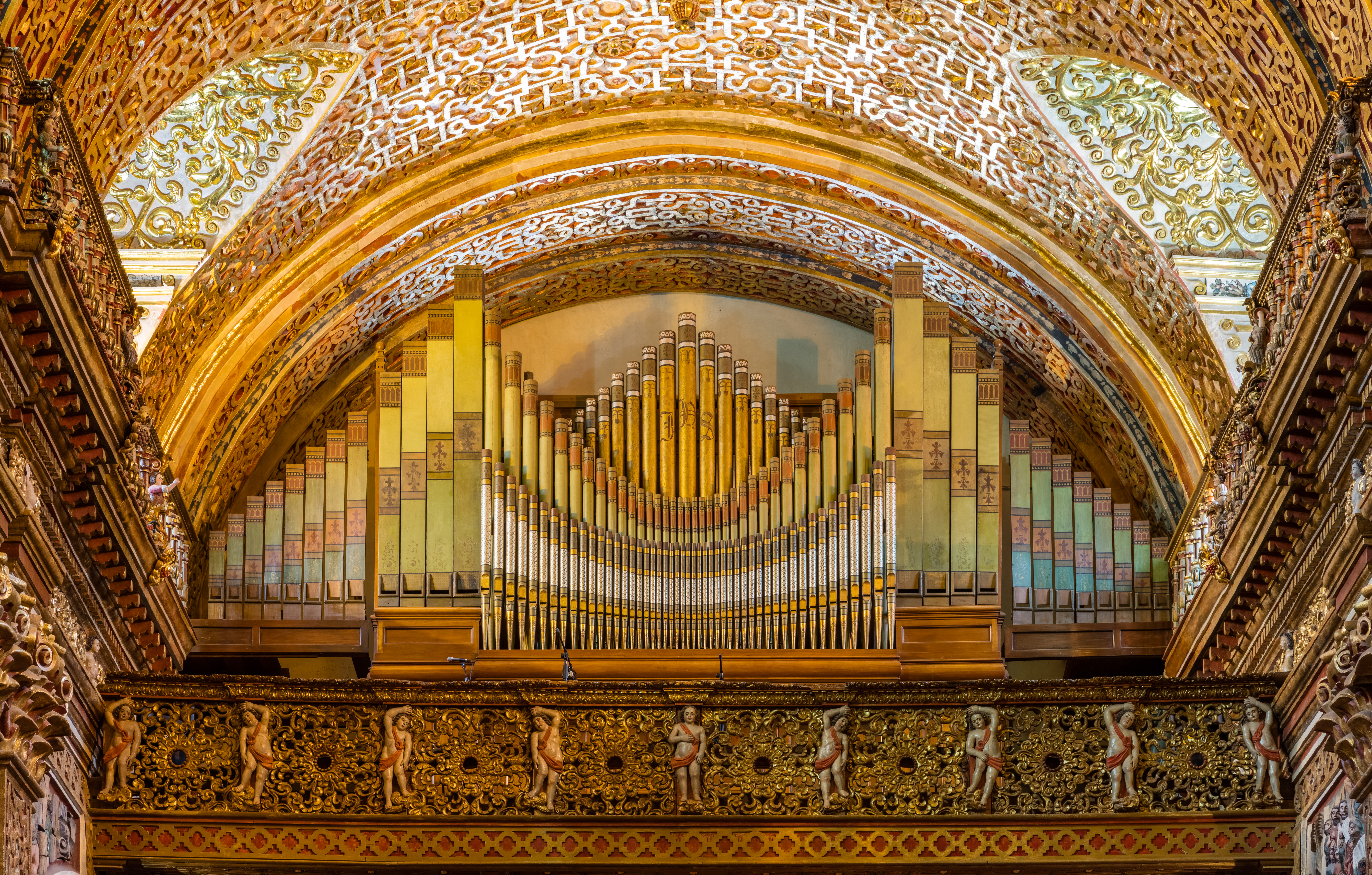
Detalle del órgano, en el Coro.

Ubicado sobre la mampara encontramos el coro de la iglesia, sostenido por las pilastras de la primera. El antepecho es una rejilla de grandes rosetones de serpeantes separados entre sí por estatuillas policromadas que representan niños desnudos, limitada en su parte inferior por una greca de arabescos y en la superior, por una doble cornisa. En este lugar se encuentra un órgano (el segundo más grande de Quito que aún funciona) fabricado en Estados Unidos en 1889. Posee 1.104 tubos que funcionan como fuelle manual que permite que el sonido se eleve. Este instrumento solo es utilizado en festividades especiales.
En el cielo raso, debajo del piso del coro y entre la mampara y la puerta hacia la calle, que forman una suerte de zaguán, encontramos un escudo con el emblema de los Jesuitas, discretamente ornamentado que solo puede ser visto por quienes alzan la mirada al entrar al templo por la puerta principal en el primer piso.

## Pinturas

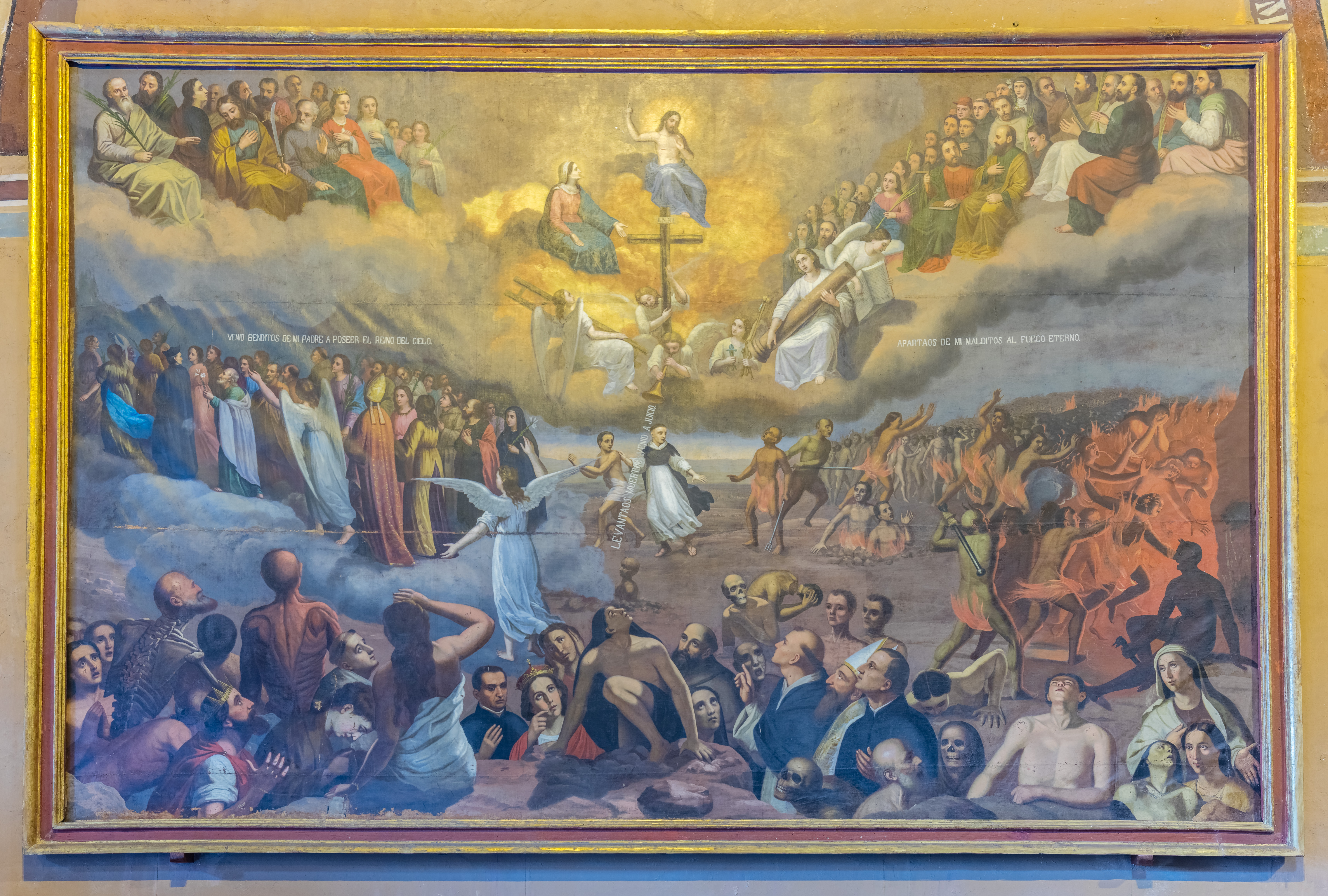
Cuadro del Juicio Final, que representa el cumplimiento de la palabra de Dios que vendrá a juzgar a vivos y a muertos. El lienzo es una réplica de Alejandro Salas del original de Hernando de la Cruz.

La Iglesia La Compañía es una verdadera pinacoteca; exhibe solo en las paredes de la iglesia (sin contar el monasterio) un número de veintiún óleos pequeños, quince medianos, setenta y cuatro grandes y dos enormes. Los pilares, los muros entre retablos, las paredes del presbiterio, la sacristía, todo está vestido de pinturas al óleo y muchas de ellas provistas de preciosos marcos barrocos dorados. Además encontramos la pintura mural que ornamenta arcos y bóvedillas de las naves laterales; entre la pintura mural aparecen óvalos con imágenes en relieve o apliques, de santos. Todas obras de los más afamados artistas de la escuela quiteña, una de las más exquisitas de la época colonial en América. Es por ello que son varios los conjuntos que merecen ser nombrados.

### Los Cuatro Evangelistas

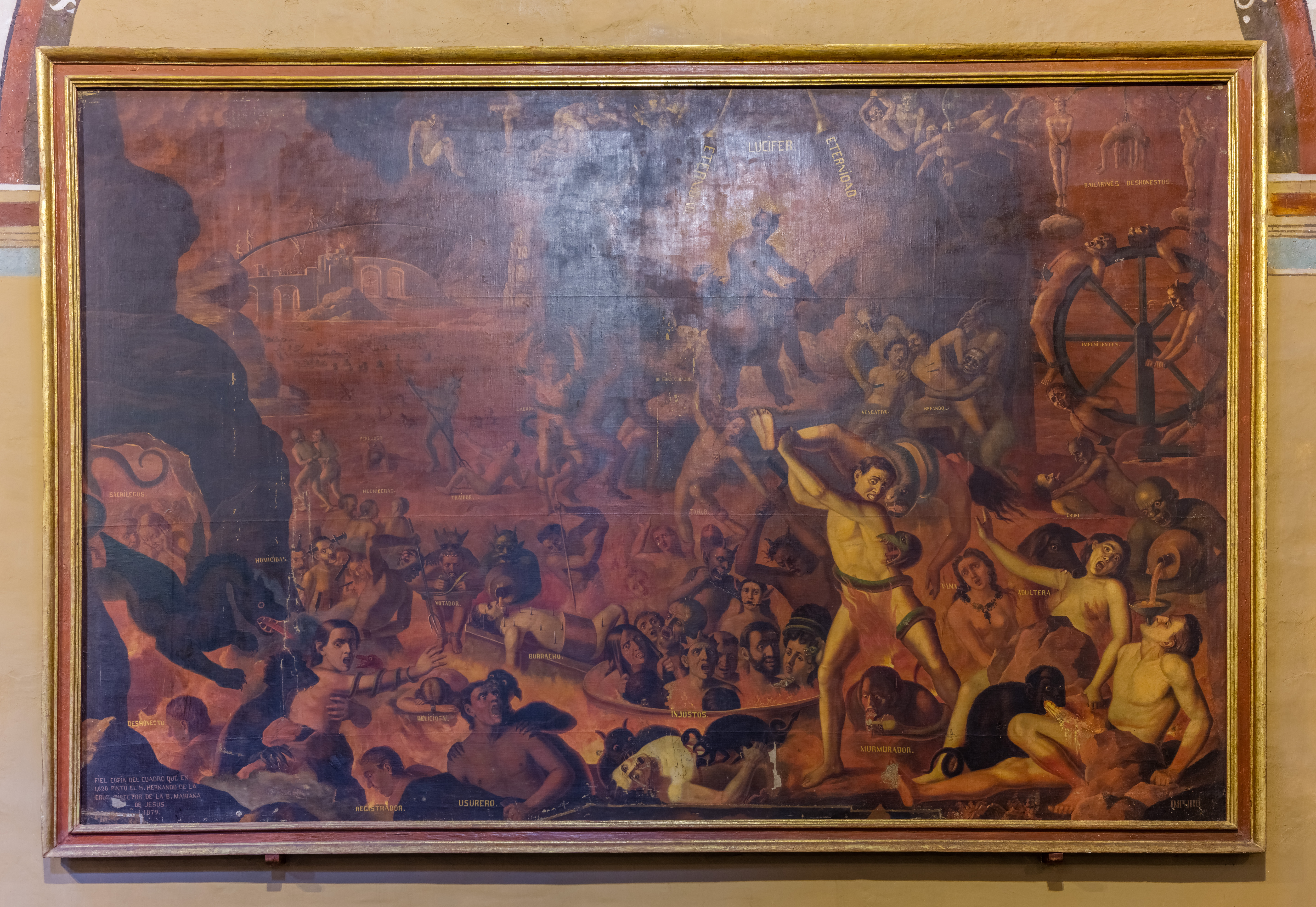
Lienzo del cuadro del Infierno originalmente pintado por Hernando de la Cruz en 1620 pero la que se expone en el templo es una réplica atribuida a Alejandro Salas en 1879.

La cúpula central, que es magnífica en sus proporciones y ornamentación, tiene diez metros de diámetro. Arranca de un tambor que descansa sobre cuatro pechinas adornadas con roleos que circundan grandes medallones elípticos de moldura trenzada, dentro de los cuales se ha representado, en madera y medio relieve, la imagen policromada de los cuatro evangelistas:
- Mateo
- Marcos
- Lucas
- Juan

Un friso de serpeantes de uva y otro dividido en paneles limitados por una trenza pequeña y compuesto de un mascarón entre dos águilas de alas abiertas, ligan con las pechinas y los arcos con una balaustrada de madera apeada sobre una cornisa que corre encima del tambor, en el cual doce amplias ventanas dan luz a la cúpula y permiten admirar su decoración.

### Los Cardenales de La Compañía de Jesús
El arranque de la cúpula central se halla ornamentado con las figuras pintadas de doce enormes ángeles, y sobre este primer círculo decorativo corre otro compuesto con los retratos de los Cardenales de la Compañía de Jesús anteriores a la construcción de la iglesia, y tres de sus primeros Arzobispos. Estos son, por orden cronológico, los padres:
- Toledo
- Belarmino
- Lugo
- Palaviciní
- Pazmany
- Nithard
- Cienfuegos
- Casimiro (Rey de Polonia)
- Andrés Oviedo (Patriarca de Etiopía)
- Melchor Carneyro (Coadjutor del anterior)
- Padre Roz (Arzobispo de Tragancor).

Tanto las figuras de los ángeles como los retratos de los jesuitas, se hallan enmarcados en molduras de estuco, elípticas para los primeros, y redondas para los segundos. Cada retrato de jesuita descansa en una cabeza de querubín, y encima del círculo que forma su conjunto, corre otro, también de cabezas aladas que limitan la decoración en estuco de la bóveda. Los intersticios que dejan estos detalles han sido llenados con otros motivos ornamentales.

### Los Dieciséis Profetas
Las pilastras de la arquería llevan, como parte integrante de su decoración y adosados al muro, una de las joyas más ricas de la pintura quiteña, Los Dieciséis Profetas, obra del gran maestro Nicolás de Goríbar, artista que floreció en la segunda mitad del siglo XVII. Hoy sabemos que los Profetas de Goribar están inspirados en las láminas de los Profetas, de la Biblia de Venecia (1701) de Nicolás Pezzana. Los cuadros, de gran tamaño, representan los 16 profetas bíblicos; tienen sus rasgos propios sicológicos, apropiada vestimenta de gran perfección, con paisajes en la parte inferior, mientras que en los ángulos superiores se representan escenas alusivas a la profecía de cada uno sobre el Mesías anunciado.
Los profetas que Goríbar pintó son los siguientes:
- Aggeo
- Habacuc
- Jeremías
- Daniel
- Joel
- Malaquías
- Miqueas
- Abdías
- Amós
- Zacarías
- Ezequiel
- Isaías
- Jonás
- Osseas
- Nahymm
- Sophonías

El Padre J. M. Vargas refuerza este dictamen con autorizadas palabras: «Goríbar conocía muy bien el alma humana y sabía representarla en las diversas manifestaciones que determinan la edad y la condición social. El dibujo y modelado de cada personaje acusan una comprensión de su valor religioso, histórico, interpretado con una sobria estructura plástica. El colorido es de notable transparencia, inclusive en aquellos tonos oscuros, graves, de difícil ejecución. Casi todos los profetas dialogan con el espectador e indican con el dedo de motivo de su profecía...».

### Otras obras
Además de estos los conjuntos pictóricos antes mencionados, existen otros entre anónimos, atribuidos y firmados:
Del padre Hernando de la Cruz:
- San Ignacio de Loyola, en el retablo de la Sacristía.
- El Juicio Final, en la capilla final de la nave sur.
- El Infierno, en la capilla final de la nave norte.

De Joaquín Pinto:
- Santa Mariana Catequista, en la capilla de Santa Mariana de Jesús.
- Al menos seis lienzos sobre la vida de la santa quiteña, atribuidos a él, en la misma capilla.

De Jean de Morainville:
- San Francisco Javier, en la Sacristía.
- San Francisco de Borja, en la Sacristía.
- San Alonso Rodríguez, en la Sacristía.

Anónimas:
- Sansón y Dalila, sobre los arcos.
- José, hijo de Jacob, sobre los arcos.
- Otras anónimas del siglo XVIII.

## Esculturas
El tallado de guirnaldas, hojas, flores, frutos, grecas y taraceas brota por todas partes. Encontramos todo un ejército de ángeles, querubines, arcángeles y serafines que aletean alegres en el cielo de La Compañía de Quito, por retablos, cornisas y frisos. En cuanto a la imaginería de los santos, la mayor parte de esas esculturas son anónimas, con excepción de las siguientes:
Del Padre Carlos:
- San Ignacio, en su respectivo altar.
- San Francisco Javier, en su respectivo altar.
- María Magdalena, en su respectivo altar.
- San Juan, en su respectivo altar.
- El Calvario, en el retablo mayor.
- Cristo Crucificado, en el retablo mayor.
- María, la madre, en la Sacristía.

De Severo Carrión:
- Virgen María, en el retablo mayor.
- San José, en el retablo mayor
- Santísima Trinidad, en el retablo mayor.

De José Yépez:
- El niño Jesús, en el retablo mayor.

De Floatchs de Barcelona
- Santa Mariana de Jesús, en la capilla de la Santa.

De Leonardo Deubler:
- Todas las esculturas en piedra andesita que se encuentran en la portada exterior del templo.

## Tesoros sacros
A pesar de que con la expulsión de los jesuitas en el año 1767, ordenada por el rey Carlos III debido a las conspiraciones políticas de los religiosos en contra de la Monarquía ilustrada,  muchos de los tesoros de la orden fueron subastados o llevados a España, donde hoy son piezas importantes en museos y hasta en varios de los Palacios Reales de Madrid, existen dos que se han mantenido inamovibles con el tiempo: los restos de Santa Mariana de Jesús y el Cuadro del Milagro de la Virgen Dolorosa.

### Restos de Santa Mariana de Jesús
Fiel visitante de La Compañía durante toda su vida, Mariana de Jesús Paredes y Flores fue incluso miembro de la Cofradía de esclavas de Nuestra Señora de Loreto, que tenía su sede en esta iglesia. Después de morir a los 26 años de edad, ofreciendo su vida a Dios por el pueblo quiteño, es enterrada a los pies del altar de esta Virgen como siempre fue su deseo.
Al ser beatificada en 1850, se hace una Capilla al lado sur del Presbiterio, donde se colocaron sus restos en una rica arca de bronce labrada en París por encargo del presidente Gabriel García Moreno. En 1912, el arzobispo Federico González Suárez costeó una preciosa arqueta gótica de plata dorada, como relicario para las cenizas de Mariana. En la Capilla se labró un retablo neoclásico, que preside la estatua de Mariana de Jesús, obra del escultor Flotachs de Barcelona. Ornamentan la capilla varios lienzos atribuidos a Joaquín Pinto sobre la vida de la entonces Beata. En 1950, el Papa Pío XII proclama la santidad de Mariana de Jesús; entonces el arca con sus restos se depositan debajo del altar mayor, donde ahora se conservan; y se hace la consagración de la iglesia de La Compañía al nombre de la primera santa ecuatoriana. Es pues, La Compañía de Quito, el Santuario Nacional de Mariana de Jesús, declarada en 1946, por la Asamblea Nacional Constituyente, como Heroína Nacional.

### Cuadro del Milagro de la Dolorosa
Desde principios del siglo XX otro tesoro inesperado viene a enriquecer el templo de La Compañía de Quito, y el entonces adyacente Colegio San Gabriel: el prodigio del Cuadro de la Dolorosa, que presidía el comedor de los colegiales internos. La noche del 20 de abril de 1906 35 niños cenaban en el comedor antes de retirarse a sus habitaciones, cuando asombrados, varios de ellos notaron que supuestamente la imagen del cuadro de la Dolorosa (de 52 cm largo y 40 cm ancho) colgado en la pared, abría y cerraba los ojos repetidas veces. Creían que se trataba de una ilusión óptica, una fantasía; y entonces llaman a otros chicos, que ven lo mismo. Inquietos, avisan al Padre y al Hermano que vigilaban la cena; estos se acercan incrédulos, pero observan el mismo prodigio, que se prolonga por unos quince minutos con la imagen del cuadro abriendo y cerrando los ojos, ante los niños y los clérigos.
La estampa era una lámina de cartulina, litografiada en París (Turgis Fils. 55 rue de St.Placide), que un negociante en artículos religiosos había traído a Quito, y las iba ofreciendo. Corrió por la ciudad la voz del supuesto milagro, la gente se conmovió; pero la autoridad eclesiástica, que era, por sede vacante el vicario capitular, Mons. Ulpiano Pérez Quiñónez, manda retirar el cuadro y no dar ninguna publicidad al caso, hasta hacer antes las necesarias averiguaciones. Se examinó la cosa por eclesiásticos, religiosos y peritos profesionales, excluyendo a los jesuitas; se escuchó la declaración, uno por uno, separadamente, a todos los colegiales, al Padre y al Hermano, y a los empleados que vieron el prodigio: todos los testimonios eran unánimes, concordes, sencillos o ingenuos, como de niños entre 10 y 17 años. Acabado el serio examen, la autoridad eclesiástica daba un decreto con tres puntos:
- El hecho se comprueba como cierto.
- No se explica por causas naturales, ni malignas.
- La Iglesia permite que se venere esa Imagen de la Virgen de los Dolores, que en adelante se llamará, “la Dolorosa del Colegio”.

Se hizo entonces una capilla para el Cuadro en el Colegio San Gabriel; y cuando se construye la nueva sede del Colegio al norte de Quito en la década de 1970, se dispone a su lado una espléndida Iglesia de líneas modernas, que sería la sede de la Parroquia de la Dolorosa. Lo que fue comedor de los colegiales y lugar del prodigio, se ha convertido en un santuario, una capilla enriquecida con finas tallas de madera donde un facsímil del Cuadro milagroso señala el lugar exacto de los hechos y atrae las visitas de los devotos.